# Master Miller
Master Miller, epiteto di Kazuhira McDonell Benedict Miller (カズヒラ・マクドネル・ベネディクト・ミラー?, Kazuhira Makudoneru Benedikuto Mirā) detto Kaz, è un personaggio immaginario della serie di videogiochi Metal Gear ideata da Hideo Kojima, che appare sin dal secondo capitolo canonico della saga.

## Apparizioni e storia
Miller compare per la prima volta in Metal Gear 2: Solid Snake (1990) come esperto della FOXHOUND in tecniche di infiltrazione, combattimento e sopravvivenza, offrendo istruzioni e consigli via radio al personaggio giocante Solid Snake.
Ricompare in Metal Gear Solid (1998) con un ruolo analogo, dando assistenza via Codec a Solid Snake, che questa volta deve fronteggiare una crisi innescata da alcuni membri della stessa FOXHOUND. Ma, come risulta verso la fine del gioco, il McDonell Miller di questo capitolo è in realtà Liquid Snake camuffato, mentre il vero Miller viene ritrovato morto nella propria abitazione. Egli riappare, impersonato da Liquid, in Metal Gear Solid: The Twin Snakes (2004) e in Metal Gear Solid: Digital Graphic Novel (2006); in quest'ultima versione è impersonato anche da Psycho Mantis.
In Metal Gear Solid: Peace Walker (2010) egli compare come Kazuhira "Kaz" Miller, braccio destro di Big Boss, al quale dà assistenza via codec durante le missioni, gestendo insieme a lui il gruppo mercenario Militaires Sans Frontières (di cui è vicecomandante) e, successivamente, Outer Heaven, la cui sede è inizialmente la piattaforma Mother Base costruita nel mare Caraibico. È soprattutto dai titoli di coda del gioco, quando si cita la morte di Miller in concomitanza degli eventi di Metal Gear Solid, che risulta esplicito trattarsi dello stesso personaggio che in Metal Gear 2: Solid Snake (ambientato venticinque anni dopo) supporterà Solid Snake per contrastare Big Boss. L'Archivio missioni di Metal Gear Solid: Peace Walker presenta altresì numerose conversazioni con Miller, in cui egli parla, fra l'altro, delle proprie origini giapponesi (da parte di madre) e di come ha incontrato Big Boss – sul campo di battaglia, in Colombia – instaurando con lui un forte legame umano. Tuttavia, dal file La telefonata, ascoltabile dopo aver completato tutte le missioni di Peace Walker, risulta che Miller è in contatto – per ragioni d'affari e all'insaputa di Big Boss – direttamente con Zero, divenuto acerrimo nemico di Big Boss. Parlando con Big Boss dopo la sconfitta di Pacifica Ocean, Miller già confessa di esser stato consapevole della vera identità della ragazza e del suo sedicente professore, ma di non aver avvisato Big Boss pensando al profitto economico che i Militaires Sans Frontières potevano trarre da loro.
In Metal Gear Solid V: Ground Zeroes (2014), ambientato subito dopo Peace Walker, Miller è ancora il principale luogotenente di Big Boss e gli offre assistenza remota durante le missioni. Al termine della missione principale, a causa di un ordigno nascosto nel corpo di Paz, viene coinvolto insieme a Big Boss in un'esplosione che li ferisce entrambi gravemente, mentre la Mother Base viene distrutta. Tale episodio fa da preludio a Metal Gear Solid V: The Phantom Pain (2015), ambientato nove anni dopo, che vede Miller ricostruire con Ocelot e Venom Snake una nuova Mother Base alle Seychelles, dando vita a un rinnovato gruppo di mercenari, i Diamond Dogs. Dopo essere stato fatto prigioniero dai sovietici nel 1984, perde il braccio destro e la gamba sinistra, oltre ad essere stato gravemente ferito agli occhi. Sebbene dimostri di avere a cuore la sorte dei bambini sottratti ai campi di battaglia, la sete di vendetta lo ha reso spietato e sospettoso di tutti, e nel finale emerge la sua rabbia anche verso il vero Big Boss, che ha deciso per conto proprio di creare una nazione, "la vera Outer Heaven", che non ha nulla a che vedere con i progetti che Miller intendeva portare avanti insieme a lui. Per questo Miller confida a Ocelot di voler rendere Venom Snake e i figli di Big Boss sempre più forti solo nella speranza che un giorno essi distruggano Big Boss. Sempre nel finale Ocelot gli risponde che forse, in futuro, anche i figli di Big Boss si scontreranno fra di loro, e che lui e Miller potrebbero ritrovarsi su fronti opposti, allora uno dei due dovrà uccidere l'altro, con evidente riferimento a quanto accadrà in prossimità degli eventi di Metal Gear Solid.